# Coirpre mac Néill
Pour les articles homonymes, voir Lugaid.
Coirpre mac Néill ou Caibre  (fl. 485/494). Roi irlandais semi légendaire du Ve siècle qui fut vraisemblablement Ard ri Érenn vers 485.

## Origine
Fils de Niall Noigiallach et de Rígnach, la fille de Meda des Uí Echach Arda, Coirpre mac Néill présente la particularité d’être le seul roi qui bien qu’explicitement cité sous le nom de « Corpre » dans le Baile Chuinn Chétchathaig ne figure pas dans les listes médiévales d’Ard ri Érenn. Toutefois Coirpre ou Caibre est toujours considéré par les généalogies irlandaises comme un fils de Niall Noigiallach et le fondateur éponyme du Cenél Coirpri qui établit le  Cairpre Gabra.

## Ard ri Érenn?
Les Annales d'Ulster enregistrent pour les années 485/486 des entrées relatives à la bataille de Grainairet, peut-être Granard dans l'actuel comté de Longford, dans laquelle le roi de Findchad mac Garrchon, de Laigin est tué mais la victoire est attribuée soit à Coirpre mac Niall Naígiallach, soit à Muirchertach Mac Erca. Les Annales de Inisfallen avouent leur ignorance et indiquent que « Mac Erce fut victorieux selon les uns et Caipre selon les dire des autres » !
Ensuite les Annales d'Ulster attribuent à Coipre trois victoires successives sur le Laigin lors de la bataille de Tailtiu lors de celle de Slemain de Mide et enfin pour celle de Cenn Ailbe. Il semble donc que malgré une activité guerrière intense contre le Laigin le rôle de Coirpre mac Néill ait été occulté par les historiographes postérieurs dévoués à la famille des Uí Neill du Nord lors de la rédaction définitive des textes des annales irlandaises.
D’autres traditions indiquent enfin que Coirpre mac Néill aurait été maudit par Saint Patrick pour son paganisme persistant et que le saint aurait prédit que sa descendance serait exclue de la fonction royale. Ce point n’est sans doute qu’une justification a posteriori de l’affaiblissement de la puissance du Cenél Coirpri. après le règne de son petit-fils Túathal Máelgarb premier souverain cependant à être désigné comme "ri Teamrach" ou roi de Tara par les Annales d'Ulster.

## Union et descendance
Le nom de l’épouse de Coirpre mac Néill n’a pas été conservé.Par contre on lui connaît trois fils :
- Cormac Caech qui de son union avec Cumman Maine fille de Dallbronnach des Deisi de Brega donna naissance à :
  - Túathal Máelgarb ;
- Eochu ;
- Cal.

## Sources
- (en) Philip Irwin « Coirpre mac Néill (supp.fl. 485-494) », Oxford Dictionary of National Biography, Oxford University Press, 2004.
- (en) Edel Bhreathnach, Editor Four Courts Press for The Discovery Programme Dublin (2005)The kingship and landscape of Tara. p. 175-176 et « Historical Connachta and Early Uí Neill » Table p. 342-343.
- (en) Dictionary of Irish Biography; article de Ailbhe Mac Shamhrain, Cairpré